# Matveï Kisliak
 (juin 2025).
Pour les articles homonymes, voir Kisliak.
Matveï Alekseyevitch Kisliak (en russe : Матвей Алексеевич Кисляк), né le 26 juillet 2005 à Stary Oskol en Russie, est un footballeur international russe qui évolue au poste de milieu de terrain au CSKA Moscou.

## Biographie

### Carrière en club
Kisliak rejoint l'académie du CSKA Moscou en 2020, et y signe son premier contrat à long terme en mars 2023.
Il fait ses débuts professionnels avec le club en Coupe de Russie le 26 juillet 2023, face au FK Orenbourg et marque l'un des buts de son équipe pour une victoire six à zéro ce soir-là. Il joue son premier match en championnat russe deux mois plus tard en entrant en jeu face au FK Rostov (3-3).

### En sélection
Le 19 mars 2025, Kisliak fait ses débuts avec l'équipe de Russie en remplaçant Daniil Fomine lors d'une victoire cinq à zéro en amical face à la Grenade.

## Palmarès
CSKA Moscou
- Coupe de Russie :
  - Vainqueur en 2025[6]
- Supercoupe de Russie :
  - Vainqueur en 2025
  - Finaliste en 2023.